# Amolops iriodes
Amolops iriodes är en groddjursart som först beskrevs av Bain och Nguyen 2004.  Amolops iriodes ingår i släktet Amolops och familjen egentliga grodor. IUCN kategoriserar arten globalt som otillräckligt studerad. Inga underarter finns listade i Catalogue of Life.